# Mauro Di Giandomenico

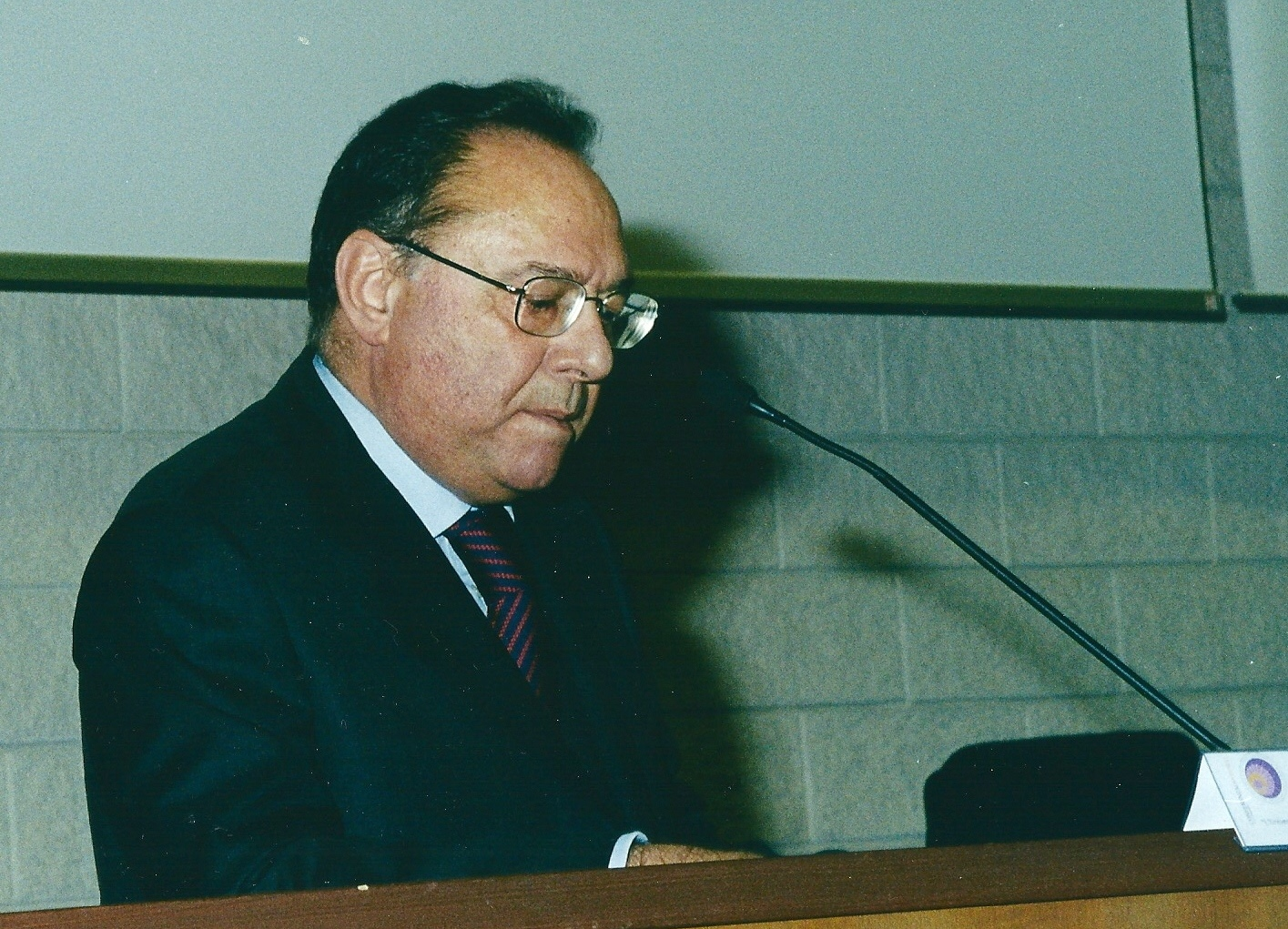
Mauro Di Giandomenico

Mauro Di Giandomenico (Carunchio, 21 dicembre 1942) è un filosofo e storico della scienza italiano.

## Carriera scolastica
Mauro Di Giandomenico si è laureato a soli 21 anni in Filosofia (votazione di lode e dignità di stampa) con Antonio Corsano all'Università di Bari nel 1964.
Ha iniziato giovanissimo la sua carriera didattica con l'insegnamento scolastico: come spesso accadeva da oltre un secolo, esso era il punto di partenza per successivi impegni accademici (tra gli altri, per Giovanni Gentile, Nicola Abbagnano, Eugenio Garin, Mario Dal Pra, Paolo Rossi, Antonio Corsano). Nel 1965 ha conseguito l'abilitazione all'insegnamento di Filosofia, Storia, Pedagogia e Filosofia nei Licei ed Istituti Magistrali. Nel 1966 è diventato docente di ruolo di Materie Letterarie nella Scuola media. Ha superato il concorso nazionale a cattedre di Filosofia, Storia, Pedagogia e Filosofia (2° su 221 vincitori), indetto nel 1968, ed è stato assegnato all'Istituto Magistrale statale “Palumbo” di Brindisi, fino al 1980.
Oltre all'insegnamento, ha svolto anche un'intensa attività di formazione e di valutazione della docenza scolastica. È stato componente del gruppo di lavoro sull'aggiornamento e la sperimentazione del Provveditorato agli studi di Brindisi ed in tal veste ha promosso e diretto numerosi corsi di formazione ed aggiornamento degli insegnanti, assegnati dal Ministero della Pubblica Istruzione. Dal 1971 al 1990 è stato ogni anno nominato dallo stesso Ministero presidente delle commissioni d'esame per il conseguimento della maturità in vari Istituti superiori dell'Italia centrale e meridionale. Ha organizzato e diretto numerosi corsi abilitanti speciali per l'immissione in ruolo di docenti della scuola dell’infanzia, della scuola primaria e della scuola secondaria di primo e secondo grado, a partire dal 1973 fino al 1984. Dal 1974 al 1980 ha fatto parte del Comitato per la direzione didattica e scientifica dei corsi integrativi per diplomati degli Istituti magistrali ed i Licei artistici (il cosiddetto 5º anno per l'accesso all'Università). È stato presidente della commissione del primo concorso ordinario per insegnanti di scuola materna (1976) del concorso per merito distinto e per posti di ruolo nella scuola elementare (1987) e del concorso ordinario per l'insegnamento di Filosofia e storia nei Licei (1990). Dal 1990 al 1997 è stato membro del Comitato tecnico-scientifico dell'Istituto regionale di ricerca, sperimentazione ed aggiornamento educativi (IRRSAE) della Puglia.

## Carriera accademica
È stato contrattista di ricerca CNR dal 1965 al 1966 presso l'Institut d'Histoire des sciences et des techniques della Sorbona sotto la guida di Georges Canguilhem, Jacques Roger e Mirko Dražen Grmek.
Ha conseguito la libera docenza di Storia della Filosofia nel 1971, con Mario Dal Pra presidente della commissione. Dal 1971 al 1980 è stato professore incaricato stabilizzato di Filosofia e Filosofia teoretica nell'Università di Lecce. Dal 1973 al 1980, inoltre, ha ricoperto l'incarico di Storia della Scienza nell'Università di Bari. Dal 1980 al 1985 ha insegnato la stessa disciplina come professore associato e dal 1985 al 2011 come professore ordinario nella stessa università. Dal 2000 al 2006 è stato professore incaricato di Storia della Scienza nell'Università di Foggia. Dal 2015 al 2016 è stato professore straordinario di Filosofia teoretica ed ha insegnato Filosofia della Comunicazione e del linguaggio presso l'Università telematica Pegaso.
Intensa è stata la sua attività organizzativa nell'Università di Bari. Nel 1987 ha condotto, in qualità di direttore dell'Istituto di Filosofia, la difficile trasformazione dell'Istituto in Dipartimento di Scienze Filosofiche. Dal 1990 al 1992 è stato presidente del Consiglio di Corso di Laurea in Filosofia. Dal 1993 al 1997 è stato direttore del Dipartimento di Scienze Filosofiche. Infine, dal 2003 al 2009 è stato presidente del Consiglio di Corso di Laurea interclasse in Filosofia. È stato presidente del Diploma Universitario in Operatore dei Beni Culturali dell'Università di Bari dal 1995 fino alla disattivazione di questo corso di studi.
Dal 2006 al 2010 è stato coordinatore e presidente del Consiglio di Corso di Laurea interclasse ed interfacoltà (Agraria e Lettere) in “Beni Enogastronomici”.
A partire dal 1978 fino al 2011 ha diretto il Seminario di Storia della Scienza, istituito da Antonio Corsano. Con grande capacità organizzativa ed attivismo ha portato il Seminario a divenire un centro di studi in grado d'intrattenere relazioni scientifiche con tutti gli altri centri italiani del settore e con numerosi istituti esteri. Attualmente il Seminario di Storia della Scienza è un Centro interuniversitario di Ricerca, retto da una convenzione tra le Università di Bari, della Basilicata, di Foggia, del Molise, del Salento ed il Politecnico di Bari.
Nel 1986 ha istituito il Laboratorio di Epistemologia Informatica (L.E.I.) come articolazione del Seminario di Storia della Scienza. Nel 1994 ha promosso e fatta approvare l'istituzione del Centro Interdipartimentale di Museologia Scientifica dell'Università di Bari (CISMUS), del quale è stato al presidente fino al 2000 e che fino al 1996 ha avuto sede amministrativa presso il Seminario di Storia della Scienza. Ha cooperato anche all'istituzione del Centro Interdipartimentale di Servizi per la Metodologia della Sperimentazione e la Documentazione Biomedica (CIMEDOC) della Scuola di Medicina dell'Università di Bari.
Dal 1989 al 2011 è stato Coordinatore del Dottorato di ricerca in Storia della Scienza di Bari (consorziato con le Università di Lecce, Roma, Bologna, Genova, in cotutela con l'Università di Ginevra ed in convenzione con la Domus Galilaeana di Pisa, la Stazione zoologica Anton Dohrn di Napoli e l'Istituto Italiano di Studi Germanici di Roma).
Ha fatto parte degli organi di governo dell'Università di Bari. In particolare, dal 1996 al 2002 è stato componente del Senato Accademico e negli stessi anni delegato del Rettore per la ricerca scientifica e per la museologia scientifica.
Dal 1995 al 2002 è stato componente del Comitato scientifico del Parco scientifico-tecnologico Tecnopolis-CSATA di Valenzano (BA).
Ha diretto, dal 1974 al 2011 numerosi progetti di ricerca, in particolare CNR e PRIN sui temi della storia dell'informatica, linguistica computazionale, storia delle scienze mediche e biologiche. Ha organizzato numerosi congressi scientifici nazionali ed internazionali; ha diretto diversi corsi di perfezionamento universitari e di formazione professionale in Epistemologia informatica, Informatica umanistica, Museologia scientifica, Restauro dei libri antichi, un Master in Beni culturali eno-gastronomici.
Membro di numerose accademie e società scientifiche nazionali ed internazionali, tra cui l'Académie Internationale d'Histoire des Sciences, La Société Européenne de Culture e la Società Italiana di Storia della Scienza, è stato dal 1994 al 2004 presidente della Società Filosofica Italiana – Sez. di Bari e membro del Consiglio direttivo nazionale della stessa Società. Dal 2004 al 2007 è stato presidente nazionale della SFI ed in questa veste ha promosso le celebrazioni del primo centenario della sua nascita tenutesi a Roma. Ha altresì incrementato il numero e le attività svolte dalle sezioni locali ed ha partecipato, in rappresentanza della SFI, a commissioni ministeriali per la redazione dei nuovi programmi di filosofia per le scuole secondarie superiori, facendo tesoro anche delle sue precedenti esperienze didattiche. Ha predisposto il nuovo statuto della società (approvato nel 2008), adeguandolo alle nuove esigenze della società dell’informazione ed aprendo l'iscrizione alla SFI ai giovani studenti universitari e liceali.
È stato giornalista pubblicista dal 1981 al 2005. Direttore di collane con gli editori Giuseppe Laterza, Cacucci e Progedit di Bari e Pensa Multimedia di Lecce, fa parte del comitato scientifico di Physis, rivista internazionale di storia della scienza.

## Attività scientifica
Nel corso della sua ultraquarantennale attività si è occupato dei seguenti temi di ricerca: 1) storia della fisiopatologia e della clinica nei secoli XVIII - XIX; 2) storia dell’informatica; 3) informatica linguistica su testi scientifici dei secoli XVII-XIX; 4) teorie della comunicazione e del linguaggio.
Per quanto riguarda il primo versante di ricerche, ha indagato in particolare lo sviluppo delle discipline fisiologiche e mediche nel XIX secolo. Ha pubblicato il primo studio completo sul medico abruzzese, Salvatore Tommasi, che aderì alla medicina sperimentale e fu sostenitore della clinica come studio reale e sperimentale della malattia.
L'interesse per la genesi del metodo sperimentale in medicina lo ha portato ad approfondire la figura di Claude Bernard ed i suoi rapporti con altri fisio-patologi francesi, come Magendie, e con il microbiologo Louis Pasteur. Si è soffermato anche sui temi generali dello statuto della storia della medicina e sui recenti modelli storiografici. Ha trattato il contributo scientifico di Nicola Pende.
Per quanto riguarda il secondo tema di ricerca, ha analizzato i fondamenti dell'informatica nei suoi rapporti con le teorie filosofiche del presente o del passato, mettendo in evidenza le strutture epistemiche reciprocamente significative. Si ricordano i suoi contributi presentati ai Convegni dell'AICA ed il volume Filosofia ed informatica, in cui viene tracciata la storia del dibattito sull'informatica condotto in Italia nell'ultimo cinquantennio. Inoltre, ha sperimentato applicazioni delle tecnologie informatiche e del web nel settore della ricerca umanistica, in particolare per rispondere alle esigenze dell'archiviazione, catalogazione e fruizione dei beni culturali.
Le ricerche condotte nell'ambito dell'informatica linguistica si sono proposte l'analisi linguistico-computazionale di testi scientifici storici. L'obiettivo è stato quello di andare al di là del livello lessicografico e di implementare una rete sintattica automatica con l'ausilio di software dedicati.
Il primo progetto ha riguardato l'analisi del Dialogo sopra i due massimi sistemi di Galileo. Usando un software, creato dal Laboratorio di Epistemologia Informatica di Bari, il gruppo di ricerca da lui coordinato ha potuto ricavare un vocabolario galileiano, procedere ad una prima valutazione dello stile ed avviare l'analisi semantica dei principali concetti scientifici utilizzati da Galileo. Un secondo progetto è stato dedicato all'analisi delle Leçons sur les maladies du système nerveux di Charcot con l'obiettivo di esplorare i fondamenti settecenteschi del metodo anatomo-clinico. Un terzo progetto ha riguardato la costituzione di un lessico delle scienze della vita nella Francia a cavallo dei secoli XVIII e XIX, partendo dall'analisi linguistico-computazionale dell'opera di Xavier Bichat Recherches physiologiques sur la vie et la mort.
Ha raccolto, infine, questi spunti in una riflessione sui linguaggi dell'artificiale, intersecati con quelli della vita, sulle nuove tecnologie della comunicazione e sull'etica digitale.

## Pubblicazioni (selezione)
- DI GIANDOMENICO M., Salvatore Tommasi medico e filosofo, Bari, Adriatica, 1965.
- DI GIANDOMENICO M., Filosofia e medicina sperimentale in Claude Bernard, Bari, Adriatica, 1968.
- DI GIANDOMENICO M., ABBRI F. (a cura di), Claude Bernard: scienza, filosofia, letteratura, Verona, Bertani, 1982.
- DI GIANDOMENICO M., Introduzione a Charcot, Fasano, Schena, 1984.
- BLUMENKRANS A., CALVANI A., COBELLI C., DI GIANDOMENICO M. et al. (a cura di), Epistemologia informatica, Bologna, Transeuropa, 1991 (BioLogica, 5).
- DI GIANDOMENICO M., Filosofia e informatica. Bari: G. Laterza, 2000.
- DI GIANDOMENICO M. (a cura di), L'uomo e la macchina trent'anni dopo: Filosofia e informatica ieri ed oggi. Convegno Naz. 1997 della Società Filosofica Italiana, Bari, 24-26 ottobre 1997. Bari, G. Laterza, 2000.
- DI GIANDOMENICO M. (a cura di), Dall'offerta formativa alla creazione di un nuovo lavoro: le lauree umanistiche per il terzo millennio. in Convegno per il corso "Informatica umanistica appl. al terziario avanzato". BARI: G. Laterza, 1999.
- DI GIANDOMENICO M. (a cura di), Laboratori di psicologia tra passato e futuro, Lecce, Pensa Multimedia, 2003.
- DI GIANDOMENICO M., GUARAGNELLA P. (a cura di), La prosa di Galileo: la lingua la retorica la storia, Lecce, Argo, 2006.
- DI GIANDOMENICO M. (a cura di), La filosofia come strumento di dialogo tra le culture, Bari, Mario Adda Editore, 2007.
- DI GIANDOMENICO M., GUETTI C. (a cura di), Centenario della Società Filosofica Italiana (1906-2006), Con DVD, Roma, Armando, 2011.